# 고수의 비법 황금알
《고수의 비법 황금알》은 MBN에서 2012년 5월 21일부터 2017년 9월 28일까지 방송되었던 예능 프로그램이었다.

## 역대 방송시간
| 방송 시즌 | 방송 기간                         | 방송 시간           |
| --------- | --------------------------------- | ------------------- |
| 1         | 2012년 5월 21일 ~ 2017년 8월 28일 | 매주 월요일 밤 11시 |
| 2         | 2017년 9월 7일 ~ 2017년 9월 28일  | 매주 목요일 밤 11시 |

## 출연자

### 시즌 1
- 손범수 - 1대 MC
- 김용만 - 2대 MC
- 조형기
- 송채환
- 변기수
- 신동헌
- 신보라
- 이지혜

### 시즌 2
- 신동엽 - MC
- 탁석산
- 임경순
- 임진모
- 서경덕
- 김태현